# Heti (kormányzó)

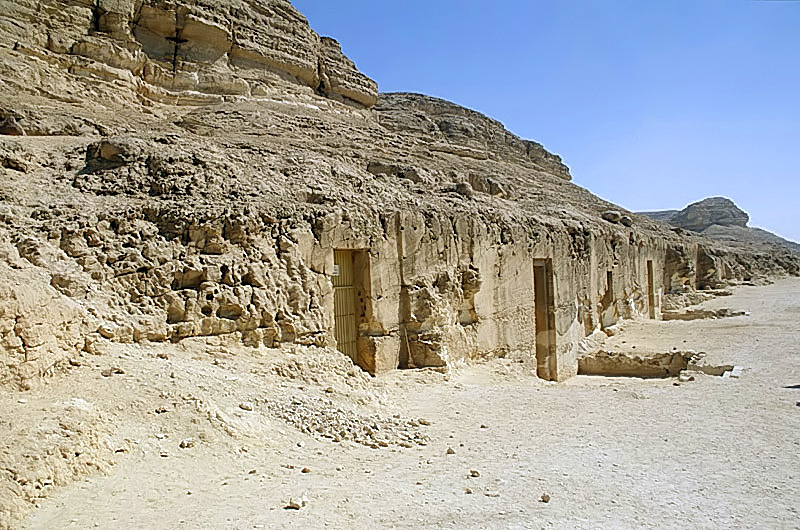
Baket és Heti sírja Beni Hasszánban

Heti ókori egyiptomi hivatalnok volt, a felső-egyiptomi 16. nomosz, Ma-hedzs kormányzója a XII. dinasztia idején. Valószínűleg I. Szenuszert uralkodása alatt élt. Kizárólag Beni Haszán-i díszes sírjából (BH17) ismert.
Családjáról keveset tudni. Apját Baketnek hívták, feleségét Hnumhotepnek, egy Heti nevű fiát említik a sírban. Naguib Kanawati felvetése szerint Heti apja, Baket azonos lehet III. Bakettel, az előző kormányzóval, akinek sírja a közelben található, és alaprajza azonos Heti sírjáéval. III. Baket az első átmeneti korban zajló polgárháborúban sokáig semleges volt, majd a thébaiak oldalára állt, mikor már biztos volt a győzelmükben; ezzel feltehetőleg biztosította családja hatalmának fennmaradását.
Heti sírját a sziklába vájták, egy helyiségből áll, melynek hat oszlopát szintén a sziklából vájták ki. Festett díszítése Hetit vadászat közben ábrázolja a mocsárban, emellett láthatóak rajta munkások, parasztok, birkózók, valamint egy erőd ostroma is. A sírban felsorolják Heti címeit; nomoszkormányzó, azaz „az egész Ma-hedzs nomosz nagy ura” volt, emellett hati-aa, „királyi pecsétőr”, „egyetlen barát”, „a király ismerőse”, „a kamrában lévő”, „a Nehenhez tartozó”, a „Neheb ura” és „a csapatok elöljárója a titkos helyeken” címeket is.

## Fordítás
- Ez a szócikk részben vagy egészben  a   Khety (BH17) című angol Wikipédia-szócikk ezen változatának fordításán alapul.  Az eredeti cikk szerkesztőit annak laptörténete sorolja fel. Ez a jelzés csupán a megfogalmazás eredetét és a szerzői jogokat jelzi, nem szolgál a cikkben szereplő információk forrásmegjelöléseként.

## Külső hivatkozások
- Virtuális séta Heti sírjában[halott link]